# Заберёзки
Заберёзки (укр. Заберізки) — село в Козовской поселковой общине Тернопольского района Тернопольской области Украины.
До 2020 года входило в Козовский район.
Код КОАТУУ — 6123084802. Население по переписи 2001 года составляло 112 человек.

## Географическое положение
Село Заберёзки находится на расстоянии в 2,5 км от села Выбудов.
По селу протекает пересыхающий ручей.

## История
- 1462 год — дата основания.

## Объекты социальной сферы
- Школа I ст.